# ابرار سبت
اَبرار محمّد سَبْت (۱۲ مارس ۱۹۹۲) بازیگر و خوانندهٔ بحرینی است.او به یک خانوادهٔ هنری بحرینی تعلق دارد، خواهر کوچکتر بازیگران شیما، شیلا و شذا سبت است. در دوران کودکی خود پیش از روی آوردن به دنیای خوانندگی در نقش‌های کوچکی با همراهی خواهرش شیما در شماری از سریال تلویزیونی شرکت کرد و در سال ۲۰۱۰ در برنامه استعدادیابی «ستارگان خلیج» شرکت کرد. او همچنین با بازی در سریال «دختران دبیرستان» در سال ۲۰۱۱ به شهرت رسید و در این سریال با چند بازیگر زن به ایفای نقش پرداخت. سپس به فعالیت خود به بازیگر و خواننده در دنیای هنر ادامه داد. با بازی در سریال‌های و فیلم‌های بسیاری در دههٔ ۲۰۱۰ درخشید. علاوه بر خوانندگی در چندین زمینهٔ هنری از جمله بازی در سریال‌ها، نمایشنامه‌ها و سینما موفقیت‌های زیادی کسب کرده است.

## زندگی و پیشه
ابرار محمد سبت در ۱۲ مارس ۱۹۹۲ در منامه، بحرین به دنیا آمد. مادرش فاطمه اسماعیل هنرمند است و او از خانواده‌ای هنرمند برمی‌آید، خواهرانش هنرمندان شیما سبت و شذا سبت و شیلا سبت مدل و باؤیطر هستند. در دانشگاه ملی کویت درس خواند. ابرار در سال ۲۰۱۰ در برنامهٔ خوانندگی «نجم الخلیج» که هر یکشنبه از کانال دبی پخش می‌شود، شرکت کرد و ابرار پس از یک سری انتقادات که باعث طولانی‌تر شدن زمان حضورش در این برنامه شد، خوش درخشید، زیرا او کم‌سن‌ترین بود، این اولین تجربه برای ابرار نوجوان بود.بازیگری را برای شرکت در نقش‌های ساده آغاز کرد، خواهرش در تعدادی از سریال‌ها او را تشویق به انجام این کار کرد. کار خوانندگی را ترجیح داد. او در سال ۲۰۱۰ در برنامه استعدادهای خلیج شرکت کرد، اما برنامه را کامل نکرد و قبل از فینال از ادامه تحصیل انصراف داد.
ابرار سبط در سال ۲۰۱۱ با حضور در سریال «دختران دبیرستان» (به عربی: بنات الثانوية) وارد عرصهٔ بازیگری شد و در آن به ایفای نقش پرداخت. در سال ۲۰۱۲ با بازی در سریال «دختران دانشگاه» (به عربی: بنات الجامعة) در کنار خواهرش شیلا سبت متمایز شد. ابرار سبت در دههٔ ۲۰۱۰ در ادامه به کار درام پرداخت و در این سریال‌ها بازی کرد: «دسته‌بندی‌ها» (به عربی: تصانيف ج2)، «خداحافظ» (به عربی: الوداع) (۲۰۱۲)، «مسیر وفاداری» (به عربی: درب الوفا) (۲۰۱۲)، «ای او که دوستش دارد» (به عربی: يا من هواه) (۲۰۱۳)، «این حنا» (به عربی: هذا حنا) (هذا حنا)، «سکوت اعتراف» (به عربی: صمت البوح) (۲۰۱۳)، «دو ری می» (به عربی: دو ري مي) (۲۰۱۳)، «سلطانه» (به عربی: السلطانة)، «عشق جنون دارد» (به عربی: للحب جنون) (۲۰۱۴)، «نابهنگام» (به عربی: قبل الأوان) (۲۰۱۴)، «نیمکت فریج» (به عربی: دكة الفريج) (۲۰۱۴)، «چرا برگشتی» (به عربی: وش رجعك/ العمر أحبك) (۲۰۱۴)، «سال اخگر» (به عربی: عام الجمر) (۲۰۱۵)، «سعد و خواهرانش» (به عربی: سعد وخواته) (۲۰۱۵)، «بازمانده‌های درد» (به عربی: بقايا ألم) (۲۰۱۵)، «باب الریح» (به عربی: باب الريح) (۲۰۱۶)، «داستان‌های خلیج ما» (به عربی: حزاوينا خليجية) (۲۰۱۶)، «کلاهبردار» (به عربی: المحتالة) (۲۰۱۶)، «برای او» (به عربی: من أجلها) (۲۰۱۷)، «سرزمین شما خسته شد» (به عربی: تعبت أراضيك) (۲۰۱۷)، «در نهایت» (به عربی: آخر المطاف) (۲۰۱۷)، «قصه‌های ابن الحداد» (به عربی: حكايات ابن الحداد) (۲۰۲۰)، «دیروز بودیم» (به عربی: كنا أمس) (۲۰۲۰)، «مارگارت» (به عربی: مارغريت) (۲۰۲۱)، «قصه‌های ابن الحداد ۲» (به عربی: حكايات ابن الحداد ج2) (۲۰۲۲). همچنین در فیلم‌های «طربال رایح جای» (به عربی: طربال رايح جاي) (۲۰۱۸)، و تئاترهای «یمقن بله، یمقن نه» (به عربی: يمقن اي يمقن لآ) (۲۰۱۲)، «دنیای فان ران» (به عربی: عالم فن رن) (۲۰۱۳)، «شهر قصه‌ها» (به عربی: مدينة الحكايات) (۲۰۱۵)، «اسنپ چت» (به عربی: سناب شات) (۲۰۱۶)، «هیلق استایل» (به عربی: هيلق ستايل) (۲۰۱۶) و «حیله‌گر» (به عربی: الحيالة) (۲۰۱۷) نقش آفرید.
کار خوانندگی او در سه ترانهٔ انفرادی «ای کشور ما» (به عربی: يا بلادنا)، «آسانش کن و آسان شود» (به عربی: هونها وتهون) و «به مردم» (به عربی: تو الناس) گنجانده شد.

## زندگی شخصی
برای انتشار جدیدترین آثار و عکس‌های خود در جلسات عکاسی خصوصی به ارتباط با فالوورهایش از طریق شبکه‌های اجتماعی متکی است. او در ۲۰ ژوئیهٔ ۲۰۲۰ جشن ازدواج خود را برگزار کرد. ابرار پیش از این خبر نامزدی خود را در شبکه‌های اجتماعی اعلام کرد و بعداً ازدواج خود را با محمد علی الطیب العلوی بازیکن بحرینی فاش کرد. در رابطه با زایمان، ابرار سبت در ژوئن ۲۰۲۲ از آمدن اولین دخترش خبر داد که نام او رتیل است.
ابرار علاقه‌مند به حضور در برجسته‌ترین ترندهای مد و زیبایی است، علاوه بر پوشیدن لباس‌های کوتاه تابستانی با رنگ‌های روشن، همیشه رنگ مو و فرم آرایش خود را تغییر می‌دهد.